# کیم دو هیون
کیم دو هیون (انگلیسی: Kim Do-heon؛ زادهٔ ۱۴ ژوئیهٔ ۱۹۸۲) بازیکن سابق وی مربی فوتبال اهل کره جنوبی است.
وی همچنین در تیم‌های ملی فوتبال کره جنوبی بازی کرده است.